# یانوش گوروچ
یانوش گوروچ (مجاری: János Göröcs; ۸ مهٔ ۱۹۳۹ – ۲۳ فوریهٔ ۲۰۲۰) بازیکن و مربی فوتبال اهل مجارستان بود.
از باشگاه‌هایی که در آن بازی کرده‌است می‌توان به باشگاه فوتبال اوی‌پشت اشاره کرد.
وی همچنین در تیم ملی فوتبال مجارستان بازی کرده‌است.
وی در مسابقات کشوری و بین‌المللی در مجموع برندهٔ ۱ مدال برنز شده‌است.